# Joseph-Étienne Giraud
 (mai 2014).
Si vous disposez d'ouvrages ou d'articles de référence ou si vous connaissez des sites web de qualité traitant du thème abordé ici, merci de compléter l'article en donnant les références utiles à sa vérifiabilité et en les liant à la section « Notes et références ».
Pour les articles homonymes, voir Giraud.
Joseph-Étienne Giraud, né le 31 janvier 1808 au Sarret, hameau de La Pisse (aujourd’hui Pelvoux) commune de la Vallouise et mort à Paris le 28 mai 1877, est un enseignant, médecin et entomologiste français.

## Biographie
Fils de Joseph et de Marie Magdeleine Estienne Rossignol, il étudie à Embrun auprès de son oncle l'abbé Jean-Joseph Rossignol qui est alors principal au collège de la ville. À la fin de ses études, il enseigne aux enfants du marquis de Roussy, préfet des Hautes-Alpes, dont il devient le précepteur. Sur la proposition de M. Sémion, libraire à Lisbonne, il envisage la création d'une maison de correspondance à Rio de Janeiro, projet mis à mal par les évènements politiques qui surviennent au Brésil. Il gagne alors Paris pour suivre ses études de médecine et soutient sa thèse le 11 mai 1839. Sur les conseils du docteur Chomel il se rend à Vienne. Il y acquiert une certaine notoriété qui l'amène à exercer dans diverses régions du pays puis de l'Allemagne, de la Hongrie, de l'Ukraine, de la Bessarabie et termine son périple par deux années passées à Rome au chevet d'une jeune princesse de la famille Czartoryski. De retour à Vienne, il fonde la Société zoologico-botanique de Vienne dont il est nommé président. Il y écrit de nombreux mémoires dont plusieurs sont publiés en français ou en allemand.
Il rentre en France en 1864 où il se lie d'amitié avec Hippolyte Bouteille auteur de l'Ornithologie du Dauphiné. À Paris, il est reçu à la Société entomologique de France dont il devient membre en 1852, vice-président en 1869, président en 1870 et président honoraire en 1874. Il publie de multiples études d'entomologie dans le bulletin de cette société savante. Condamné par une douloureuse affection de la moelle épinière, il ne peut mettre en forme diverses études dont un projet sur la géologie préhistorique de la Vallouise.
Son fils, appelé Étienne Giraud fils, est ingénieur agronome.

## Publications
Thèse soutenue à la Faculté de médecine de Paris le 11 mai 1839
- Des caractères anatomiques du cancer des centres nerveux, etc...
- Des ouragans, de leurs causes, de leurs effets les plus remarquables, Paris, 1839 - 41 pages in-quarto.

Travaux entomologiques publiés dans les mémoires de la Société de zoologie et de botanique de Vienne (Autriche)
- Verhandlungen des Zool. bot. Vereins in Wien :
  - Esquisse entomologique des environs de Gastein, 1847 (en allemand).
  - Coléoptères trouvés à Gastein, 1851 (en français).
  - Observations sur les métamorphoses du Dorcatoma rubens, 1851.
- Notice sur quelques Hyménécoptères, 1854, pp.601-608 :
  - Pompilus viaticus - Xyphydria dromedarius.
  - Aulacus exaratus - Rhyssa curvipes - Bracon obliteratus.
- Galles sur Alyssum incanum, 1855.
- Observations sur quelques espèces d'Hyménoptères rares ou peu connues, 1856, pp 179-188 :
  - Pristocera depressa - Epyris niger, - Meria nitidula - Myrmosa nigra - Typhia femorata.
  - Elasmusflabellatus, E. Westwoodi. - Onychia soutellata - Collaspidia Fonscolombii. Nematus abdominalis.
- Description de quelques Hyménoptères nouveaux ou rares, 1857, pp.169-184 :
  - Euceros crassicornis, E. albitarssus. - Metopius nasutus - Mesostenus nubeculator - Anomalon fasciatum - Przomachus tricolor.
  - Pachylomma buccata, P.Cremieri - Ischogonus longicaudis. - Aleioges formosus, A. carbonarius, A. grandis - Panurgus fasciatus.
  - Anthidium bidentatum. - Osmia cylindrica, O. spiniventris. - Allentus Franenfeldi. Tenthreto idriensis, T. coryli et intermedia.
  - Lyda aurantiaca Ceptus luteomarginatus.
- Note sur un Hyménoptère nouveau du genre Ampulex (A. europeus) - Myrmosa nigra - Mutilla nigrita, p. 441.
- Signalements d'espèces nouvelles de Cynipides et de leurs galles (38 espèces nouvelles), 1859, pp. 337-374.
- Énumération de Figitides de l'Autriche, 1860, pp. 124-176 (tirage à part).
- Description de deux Hyménoptères nouveaux du genre Lyda (L.pumilionis et laricis), pp. 81-92, accompagnée d'observations sur les espèces connues de ce genre, 1861.
- Fragments entomologiques, 1861 (tirage à part) :
  - Descriptions de plusieurs Apides nouvelles
  - Supplément à l'histoire des Diptères gallicoles
  - Description d'un coléoptère nouveau : Sybynes gallicolus.
- Hyménoptères recueillis aux environs de Suze, en Piémont et dans le département des Hautes Alpes, 1862 (tirage à part).
- Mémoire sur les insectes du Roseau, pp. 1251-1288 (tirage à part).
- Notice sur les déformations du Triticum repens, pp. 1289-1295.
- Selandria xylostei.
- Description et biologie des trois nouvelles Cecidomyia : C. corni, asclepiadis, acerina, pp. 1301-1306.
- Notes diverses, pp. 1306-1312.

Annales de la Société entomologique de France.
- Diverses galles du Chêne, 1866, pp. 197-200. Insectes de la Ronce, pp. 443-500.
- Sur le Cynips fecondatrix, 1867, Bull., p. XIII. Sur le Bostrichus Kaltenbachii, Bull., p. LVIII. Sur les Alphidiens, Bull., p. LXXV.
- Notes sur plusieurs galles, Bull.,p. LII, 1868 et sur Cynips et Aulax, Bull., p. CIX.
- Observation d'environ sept cents espèces d'Hyménoptères parasites observées par le docteur Giraud. Publication confiée aux soins de M. le docteur Laboulbène et de M. Lichtenstein.

## Sources
1. ↑  Étienne Giraud, sur cths.fr.

- R. Constantin, Memorial des Coléopteristes Français, Bull. liaison Assoc. Col. rég. parisienne[Quoi ?], Paris (suppl. 14) : 1992, p. 1-92.
- Léon Fairmaire, Giraud, J. E., Ann. Soc. Ent. Fr., 1877, p. 389-396.
- J. Lhoste, Les entomologistes français. 1750-1950. Institut national de la recherche agronomique, Paris, 1987, p. 1-355.